# Primera División Femenina de baloncesto 1986-87
La temporada 1986-87 de la Liga Femenina fue la 24ª temporada de la liga femenina de baloncesto. Se disputó entre 1986 y 1987, culminando con la victoria de Sabor d'Abans.

## Primera fase

### Grupo A
| Pos. | Equipo            | PJ | G | P  | PF  | PC  | DP   | Pts | Clasificación o descenso |
| ---- | ----------------- | -- | - | -- | --- | --- | ---- | --- | ------------------------ |
| 1    | Arjeriz Xuncas    | 10 | 8 | 2  | 815 | 644 | +171 | 18  | Clasifican al Grupo A-1  |
| 2    | Coronas Tenerife  | 10 | 7 | 3  | 722 | 665 | +57  | 17  | Clasifican al Grupo A-1  |
| 3    | Celta Citroën     | 10 | 7 | 3  | 784 | 664 | +120 | 17  | Clasifican al Grupo A-1  |
| 4    | Codan Canoe N. C. | 10 | 6 | 4  | 677 | 641 | +36  | 16  | Clasifican al Grupo A-2  |
| 5    | Alcalá Baloncesto | 10 | 2 | 8  | 749 | 866 | −117 | 12  | Clasifican al Grupo A-2  |
| 6    | Aurora Polar      | 10 | 0 | 10 | 594 | 861 | −267 | 10  | Clasifican al Grupo A-2  |

 Fuente: BRD

### Grupo B
| Pos. | Equipo                 | PJ | G | P | PF  | PC  | DP   | Pts | Clasificación o descenso |
| ---- | ---------------------- | -- | - | - | --- | --- | ---- | --- | ------------------------ |
| 1    | Sabor d'Abans          | 10 | 8 | 2 | 856 | 689 | +167 | 18  | Clasifican al Grupo A-1  |
| 2    | Kerrygold Gran Canaria | 10 | 7 | 3 | 813 | 705 | +108 | 17  | Clasifican al Grupo A-1  |
| 3    | Natural Cusí           | 10 | 7 | 3 | 820 | 733 | +87  | 17  | Clasifican al Grupo A-1  |
| 4    | Caixa Girona           | 10 | 5 | 5 | 771 | 698 | +73  | 15  | Clasifican al Grupo A-2  |
| 5    | Font Vella             | 10 | 2 | 8 | 673 | 835 | −162 | 12  | Clasifican al Grupo A-2  |
| 6    | Samoa Bétera           | 10 | 1 | 9 | 667 | 940 | −273 | 11  | Clasifican al Grupo A-2  |

 Fuente: BRD

## Segunda fase

### Grupo A-1
| Pos. | Equipo                 | PJ | G | P | PF  | PC  | DP   | Pts | Clasificación o descenso  |
| ---- | ---------------------- | -- | - | - | --- | --- | ---- | --- | ------------------------- |
| 1    | Arjeriz Xuncas         | 10 | 8 | 2 | 827 | 728 | +99  | 18  | Clasifican a los Playoffs |
| 2    | Sabor d'Abans          | 10 | 8 | 2 | 804 | 731 | +73  | 18  | Clasifican a los Playoffs |
| 3    | Celta Citroën          | 10 | 5 | 5 | 725 | 726 | −1   | 15  | Clasifican a los Playoffs |
| 4    | Kerrygold Gran Canaria | 10 | 5 | 5 | 768 | 793 | −25  | 15  | Clasifican a los Playoffs |
| 5    | Natural Cusí           | 10 | 2 | 8 | 779 | 809 | −30  | 12  | Clasifican a los Playoffs |
| 6    | Coronas Tenerife       | 10 | 2 | 8 | 715 | 831 | −116 | 12  | Clasifican a los Playoffs |

 Fuente: BRD

### Grupo A-2
| Pos. | Equipo            | PJ | G | P | PF  | PC  | DP   | Pts | Clasificación o descenso          |
| ---- | ----------------- | -- | - | - | --- | --- | ---- | --- | --------------------------------- |
| 1    | Font Vella        | 10 | 8 | 2 | 847 | 733 | +114 | 18  | Clasifican a los Playoffs         |
| 2    | Caixa Girona      | 10 | 7 | 3 | 759 | 695 | +64  | 17  | Clasifican a los Playoffs         |
| 3    | Codan Canoe N. C. | 10 | 6 | 4 | 728 | 686 | +42  | 16  | Acceso a la Promoción de descenso |
| 4    | Samoa Bétera      | 10 | 5 | 5 | 824 | 840 | −16  | 15  | Acceso a la Promoción de descenso |
| 5    | Alcalá Baloncesto | 10 | 2 | 8 | 801 | 886 | −85  | 12  | Acceso a la Promoción de descenso |
| 6    | Aurora Polar      | 10 | 2 | 8 | 811 | 930 | −119 | 12  | Acceso a la Promoción de descenso |

 Fuente: BRD

### Playoffs
|  | Cuartos de final            | Cuartos de final            | Cuartos de final            | Cuartos de final            | Cuartos de final            | Cuartos de final |                     |                     | Semifinales         | Semifinales | Semifinales | Semifinales | Semifinales | Semifinales |  |  | Final | Final | Final | Final | Final | Final |
|  |                             |                             |                             |                             |                             |                  |                     |                     |                     |             |             |             |             |             |  |  |       |       |       |       |       |       |
|  |                             |                             |                             |                             |                             |                  |                     |                     |                     |             |             |             |             |             |  |  |       |       |       |       |       |       |
|  |                             |                             |                             |                             |                             |                  |                     |                     |                     |             |             |             |             |             |  |  |       |       |       |       |       |       |
|  | A1–1 Arjeriz Xuncas         | A1–1 Arjeriz Xuncas         | A1–1 Arjeriz Xuncas         | A1–1 Arjeriz Xuncas         | A1–1 Arjeriz Xuncas         | 70               |                     |                     |                     |             |             |             |             |             |  |  |       |       |       |       |       |       |
|  | A1–1 Arjeriz Xuncas         | A1–1 Arjeriz Xuncas         | A1–1 Arjeriz Xuncas         | A1–1 Arjeriz Xuncas         | A1–1 Arjeriz Xuncas         | 70               |                     |                     |                     |             |             |             |             |             |  |  |       |       |       |       |       |       |
|  | A2–2 Caixa Girona           | A2–2 Caixa Girona           | A2–2 Caixa Girona           | A2–2 Caixa Girona           | A2–2 Caixa Girona           | 63               |                     |                     |                     |             |             |             |             |             |  |  |       |       |       |       |       |       |
|  | A2–2 Caixa Girona           | A2–2 Caixa Girona           | A2–2 Caixa Girona           | A2–2 Caixa Girona           | A2–2 Caixa Girona           | 63               | A1–1 Arjeriz Xuncas | A1–1 Arjeriz Xuncas | A1–1 Arjeriz Xuncas | 80          | 79          | 101         |             |             |  |  |       |       |       |       |       |       |
|  |                             |                             |                             |                             |                             |                  | A1–1 Arjeriz Xuncas | A1–1 Arjeriz Xuncas | A1–1 Arjeriz Xuncas | 80          | 79          | 101         |             |             |  |  |       |       |       |       |       |       |
|  |                             | A1–5 Natural Cusí           | A1–5 Natural Cusí           | A1–5 Natural Cusí           | 70                          | 80               | 75                  |                     |                     |             |             |             |             |             |  |  |       |       |       |       |       |       |
|  | A1–4 Kerrygold Gran Canaria | A1–4 Kerrygold Gran Canaria | A1–4 Kerrygold Gran Canaria | A1–4 Kerrygold Gran Canaria | A1–4 Kerrygold Gran Canaria | 80               | 75                  | 89                  |                     |             |             |             |             |             |  |  |       |       |       |       |       |       |
|  | A1–4 Kerrygold Gran Canaria | A1–4 Kerrygold Gran Canaria | A1–4 Kerrygold Gran Canaria | A1–4 Kerrygold Gran Canaria | A1–4 Kerrygold Gran Canaria |                  |                     |                     |                     |             |             |             |             |             |  |  |       |       |       |       |       |       |
|  | A1–5 Natural Cusí           | A1–5 Natural Cusí           | A1–5 Natural Cusí           | A1–5 Natural Cusí           | A1–5 Natural Cusí           | 92               |                     |                     |                     |             |             |             |             |             |  |  |       |       |       |       |       |       |
|  | A1–5 Natural Cusí           | A1–5 Natural Cusí           | A1–5 Natural Cusí           | A1–5 Natural Cusí           | A1–5 Natural Cusí           | 92               | A1–1 Arjeriz Xuncas | A1–1 Arjeriz Xuncas | A1–1 Arjeriz Xuncas | 79          | 94          | 59          |             |             |  |  |       |       |       |       |       |       |
|  |                             |                             |                             |                             |                             |                  | A1–1 Arjeriz Xuncas | A1–1 Arjeriz Xuncas | A1–1 Arjeriz Xuncas | 79          | 94          | 59          |             |             |  |  |       |       |       |       |       |       |
|  |                             | A1–2 Sabor d'Abans          | A1–2 Sabor d'Abans          | A1–2 Sabor d'Abans          | 97                          | 81               | 68                  |                     |                     |             |             |             |             |             |  |  |       |       |       |       |       |       |
|  | A1–2 Sabor d'Abans          | A1–2 Sabor d'Abans          | A1–2 Sabor d'Abans          | A1–2 Sabor d'Abans          | A1–2 Sabor d'Abans          | 81               | 68                  | 84                  |                     |             |             |             |             |             |  |  |       |       |       |       |       |       |
|  | A1–2 Sabor d'Abans          | A1–2 Sabor d'Abans          | A1–2 Sabor d'Abans          | A1–2 Sabor d'Abans          | A1–2 Sabor d'Abans          |                  |                     |                     |                     |             |             |             |             |             |  |  |       |       |       |       |       |       |
|  | A2–1 Font Vella             | A2–1 Font Vella             | A2–1 Font Vella             | A2–1 Font Vella             | A2–1 Font Vella             | 83               |                     |                     |                     |             |             |             |             |             |  |  |       |       |       |       |       |       |
|  | A2–1 Font Vella             | A2–1 Font Vella             | A2–1 Font Vella             | A2–1 Font Vella             | A2–1 Font Vella             | 83               | A1–2 Sabor d'Abans  | A1–2 Sabor d'Abans  | A1–2 Sabor d'Abans  | 74          | 69          | 73          |             |             |  |  |       |       |       |       |       |       |
|  |                             |                             |                             |                             |                             |                  | A1–2 Sabor d'Abans  | A1–2 Sabor d'Abans  | A1–2 Sabor d'Abans  | 74          | 69          | 73          |             |             |  |  |       |       |       |       |       |       |
|  |                             | A1–3 Celta Citroën          | A1–3 Celta Citroën          | A1–3 Celta Citroën          | 71                          | 78               | 54                  |                     |                     |             |             |             |             |             |  |  |       |       |       |       |       |       |
|  | A1–3 Celta Citroën          | A1–3 Celta Citroën          | A1–3 Celta Citroën          | A1–3 Celta Citroën          | A1–3 Celta Citroën          | 78               | 54                  | 82                  |                     |             |             |             |             |             |  |  |       |       |       |       |       |       |
|  | A1–3 Celta Citroën          | A1–3 Celta Citroën          | A1–3 Celta Citroën          | A1–3 Celta Citroën          | A1–3 Celta Citroën          |                  |                     |                     |                     |             |             |             |             |             |  |  |       |       |       |       |       |       |
|  | A1–6 Coronas Tenerife       | A1–6 Coronas Tenerife       | A1–6 Coronas Tenerife       | A1–6 Coronas Tenerife       | A1–6 Coronas Tenerife       | 66               |                     |                     |                     |             |             |             |             |             |  |  |       |       |       |       |       |       |
|  | A1–6 Coronas Tenerife       | A1–6 Coronas Tenerife       | A1–6 Coronas Tenerife       | A1–6 Coronas Tenerife       | A1–6 Coronas Tenerife       | 66               |                     |                     |                     |             |             |             |             |             |  |  |       |       |       |       |       |       |

### Promoción de descenso
| Local                  | Agr. | Visitante              | Ida    | Vuelta |
| ---------------------- | ---- | ---------------------- | ------ | ------ |
| Codan Canoe N. C. A2–3 | 2–0  | A2–6 Aurora Polar      | 82–64  | 84–71  |
| Samoa Bétera A2–4      | 2–0  | A2–5 Alcalá Baloncesto | 124–93 | 86–77  |

## Postemporada
- Campeonas de la Primera División Femenina 1986-87: Sabor d'Abans (1er título).
- Campeonas de la Copa de la Reina 1986-87: Sabor d'Abans (2º título).
- Clasificadas para Copa de Europa de Campeonas 1987-88: Sabor d'Abans.
- Clasificadas para Copa Ronchetti 1987-88: ningún equipo participa la temporada siguiente.
- Descendidas a Primera División B:  Alcalá Baloncesto y Aurora Polar.
- Ascendidas de Primera División B:  CB Tintoretto y Jesuitinas Segovia.